# 巴斯马蒂香米

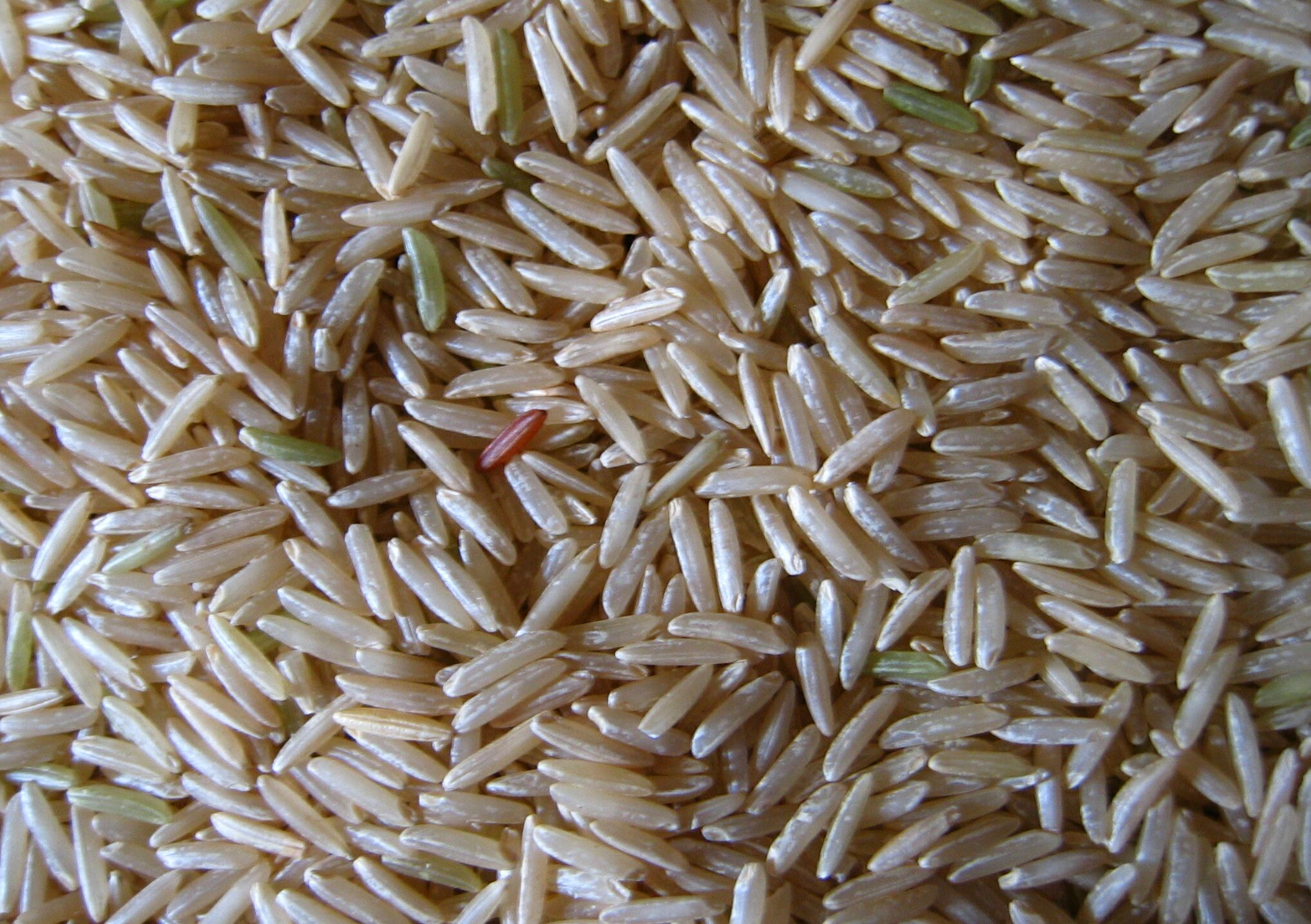
巴斯马蒂香米

巴斯马蒂香米（英语：Basmati），也称印度香米，长米，是一种稻米，以其细腻和极佳的香气而闻名。主要种植于印度和巴基斯坦。巴斯马蒂来源于梵语，意味甜。
印度農業和加工食品出口發展局規定，若米粒平均長度6.61mm、寬度2mm以上則可被視為巴斯馬蒂香米。